# 大戈徹湖

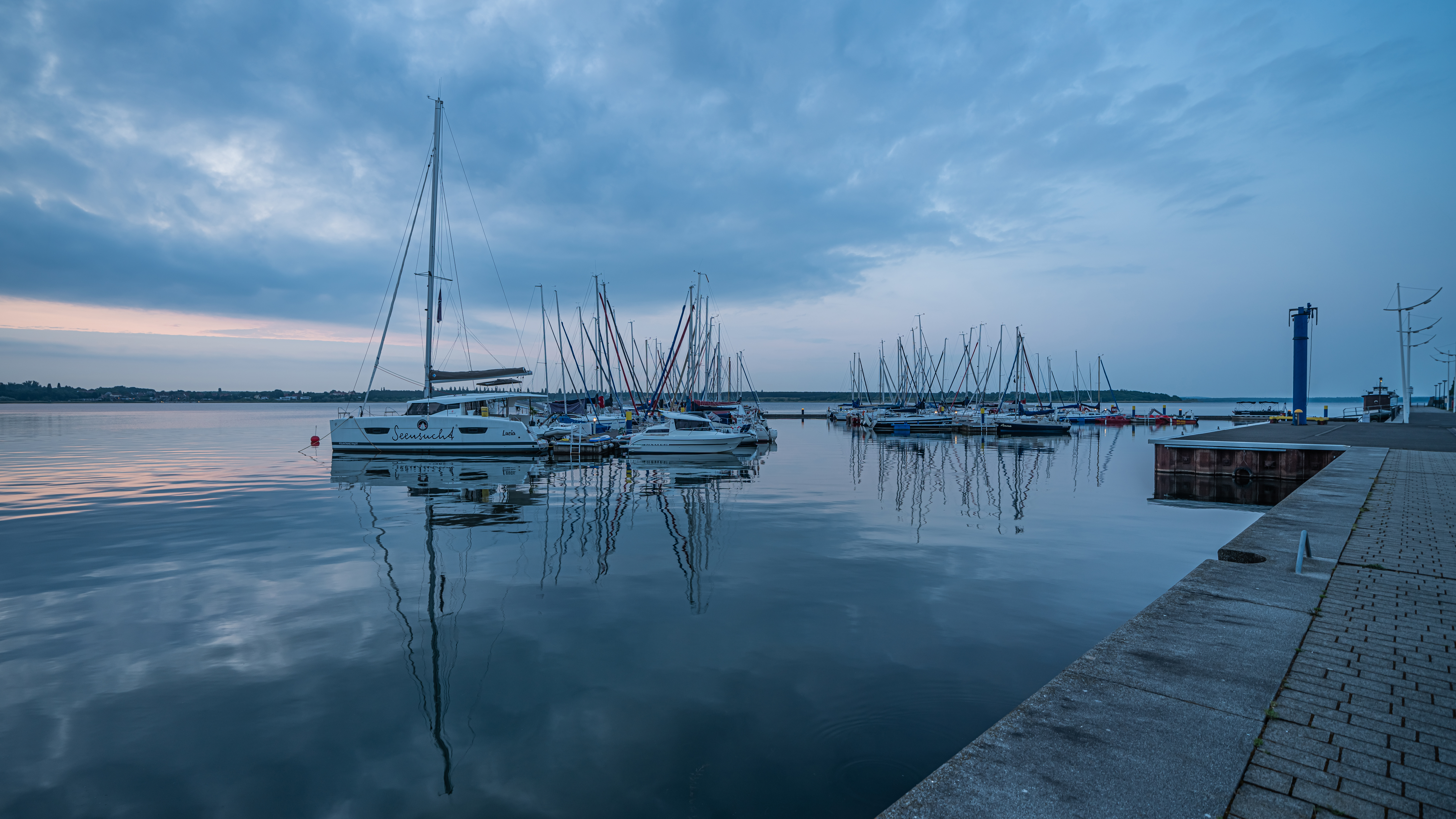

51°37′34.75″N 12°21′49.48″E / 51.6263194°N 12.3637444°E
大戈徹湖（德語：Großer Goitzschesee），是德國的湖泊，位於該國東北部，由薩克森-安哈爾特州負責管轄，處於安哈爾特-比特費爾德縣，面積13.3平方公里，海拔高度75米，最大水深48米，湖岸線長度66公里。